# Em Busca do Ouro Perdido
City Slickers II: The Legend of Curly's Gold (br/pt: Em Busca do Ouro Perdido) é um filme americano de 1994, uma comédia dirigida por Paul Weiland. 
Trata-se da sequência de City Slickers de 1991, filme bem-sucedido e que deu o Oscar a Jack Palance de melhor ator coadjuvante. Tem roteiro de Lowell Ganz, Babaloo Mandel e Billy Crystal, que também atua no filme. Os atores Jon Lovitz e Daniel Stern completam o elenco.
Apesar de um sucesso financeiro leve, o filme não atingiu a popularidade do primeiro, recebeu uma resposta geralmente negativa (um índice de aprovação de 19% no Rotten Tomatoes). Foi indicado para o prêmio Framboesa de Ouro de Pior Remake ou Sequência.

## Sinopse
No aniversário de seus 40 anos, Mitch Robbins está bem. A extraordinária experiência de conduzir gado nas férias há alguns anos ainda o deixa satisfeito com sua vida. Ao mexer no chapéu do seu falecido amigo caubói Curly Washburn naquela noite, Mitch encontra um velho mapa do tesouro. Ao mesmo tempo começa a ter visões de Curly.
Pesquisando com seu melhor amigo Phil, eles descobrem que o pai de Curly roubara um trem em 1908 e o ouro nunca fora recuperado. Phil, Mitch e seu irmão Glenn decidem procurar o tesouro perdido seguindo as indicações do mapa e preparam uma expedição para cruzarem o deserto e os desfiladeiros nos arredores da cidade de Spencer.

## Elenco
- Billy Crystal...Mitch Robbins
- Daniel Stern...Phil Berquist
- Jon Lovitz...Glen Robbins
- Jack Palance...Duke Washburn/Curly Washburn/Lincoln Washburn
- Patricia Wettig...Barbara Robbins
- Pruitt Taylor Vince...Bud
- Bill McKinney...Matt
- Lindsay Crystal...filha de Billy (nos letreiros, Holly Robbins)
- Beth Grant...Lois
- Noble Willingham...Clay Stone
- David Paymer...Ira Shalowitz
- Josh Mostel...Barry Shalowitz
- Jayne Meadows...voz da mãe de Mitch
- Jennifer Crystal...filha de Billy
- Bob Balaban...Dr. Jeffrey Sanborn (sem crédito)

## Recepção
O filme ganhou uma recepção negativa.

### Bilheteria
O filme estreou em No.3